# Stenomacrus hastatus
Stenomacrus hastatus är en stekelart som beskrevs av Davis 1897. Stenomacrus hastatus ingår i släktet Stenomacrus och familjen brokparasitsteklar. Inga underarter finns listade i Catalogue of Life.